# کورالاین
کورالاین (به انگلیسی: Coraline) نام رمانی در گونهٔ خیال‌پردازی اثر نیل گیمن است که در سال ۲۰۰۲ میلادی به چاپ رسیده‌است. او در سال ۲۰۰۳ جایزه هوگو و جایزه نبیولا و در سال ۲۰۰۲ میلادی جایزهٔ برام استوکر برای بهترین کار جهت خوانندگان نوجوان را بُرده‌است.
برخی این اثر را با آلیس در سرزمین عجایب مقایسه کرده‌اند.

## داستان
کورالاین جونز، دختری است که به همراه والدینش به خانه‌ای قدیمی اثاث کشی می‌کند. در آن خانهٔ نسبتاً بزرگ کسان دیگری هم بودند. در طبقهٔ همکف، درست زیر خانهٔ کورالاین دوشیزه اسپینک و دوشیزه فورسیبل زندگی می‌کردند. دو پیرزن مهربان که زمانی بازیگر تئاتر بودند. طبقهٔ بالایی خانهٔ آنها، محل زندگی پیرمردی به نام آقای بوبو بود، که کورالاین آن اوایل او را پیرمرد دیوانهٔ طبقهٔ بالایی صدا می‌زد، زیرا این پیرمرد ادعا می‌کرد موش‌های سیرک را آموزش می‌دهد. کورالاین در خانهٔ بزرگ و قدیمی گشت می‌زند و مکان تمام درها و پنجره‌های خانه را شناسایی می‌کند ولی یک در قهوه‌ای رنگ در انتهای اتاق پذیرایی وجود دارد که درش قفل است. مادر کورالاین با یک کلید سیاه و بزرگ و زنگ زده در را باز می‌کند و همه می‌بینند که پشت این در فقط یک دیوار آجری قرار دارد. مادرش در را می‌بندد ولی قفلش نمی‌کند چون دلیلی برای این کار نیست. هنگام شب کورالاین سایه‌هایی را می‌دید که از روی دیوار عبور کرده و وارد در قهوه‌ای می‌شوند ولی همچنان پشت در بسته بود.
روز بعد کورالاین دوباره با همسایه‌هایش ملاقات می‌کند. آقای بوبو از طرف موش‌های خود به کورالاین توصیه می‌کند که از در رد نشود و کورالاین می‌گوید که این برایش مفهومی ندارد. بعد از این به سراغ دو پیرزن مهربان می‌رود و آنها با فال برگ‌های چای به این نتیجه می‌رسند که کورالاین در خطر است و دوشیزه اسپینک برای در امان ماندن کورالاین به او یک سنگ سوراخ می‌دهد و ادعا می‌کند که این سنگ خوش‌یمن است.
روز سوم کورالاین برای خرید یونیفرم مدرسه به همراه مادرش به شهر می‌رود و بعد در خانه بی حوصله شده و با فراموش کردن هشدارها کلید سیاه را برداشته و در قهوه‌ای را باز می‌کند، منتها این بار هیچ دیواری در کار نیست و در رو به یک راهروی دراز و تاریک باز می‌شود که به نظر می‌رسد بی‌انتها است. کورالاین با تعجب در راهرو راه می‌رود و محو تماشای تابلوهای نقاشی می‌شود، درست در همین زمان صدایی شبیه به مادرش او را از تاریکی فرا می‌خواند. یک پیکر درست شبیه به مادرش، ولی با پوست خیلی سفید و ناخن‌های دراز، ولی عجیب‌ترین چیز این است که چشم‌های او تنها دو دکمهٔ سیاه رنگ بود. آن زن عجیب و غریب خود را مادر دیگر کورالاین معرفی کرده و با مهربانی زیاد با کورالاین رفتار می‌کند. آن زن و یک مرد همانند خودش که شبیه به پدر کورالاین است با درست کردن غذاهای لذیذ و بازی 
سرگرمی‌های فراوان او را ترغیب به ماندن می‌کنند. کورالاین از خانه بیرون می‌آید و متوجه می‌شود که فضای بیرون خانه کاملاً با فضای بیرون خانهٔ خودش متفاوت است. در آنجا سگ‌ها حرف می‌زنند و شکلات می‌خورند و دوشیزه اسپینک و دوشیزه فورسیبل جوان هستند و مثل قدیم نمایش اجرا می‌کنند ولی مخاطبان این تئاتر عجیب سگ‌ها هستند! گربهٔ سیاهی که در اطراف خانه‌شان پرسه می‌زد در این جهان توانایی حرف زدن دارد و بسیار مغرور و متکبر به نظر می‌رسد چون می‌تواند آزادانه بین دو جهان جابه‌جا شود. مادر چشم دکمه‌ای کورالاین از او تقاضا می‌کند در همان جهان بماند و به چشمانش دکمه بدوزد ولی کورالاین مخالفت کرده و به جهان خود برمی‌گردد.
وقتی وارد جهان واقعی می‌شود، با این حقیقت روبرو است که والدین واقعی‌اش مفقود شده‌اند. انتظار فایده‌ای ندارد. وقتی صبح می‌شود کورالاین با شنیدن صدای گربه از خواب بیدار می‌شود. گربه او را به جلوی آینهٔ قدیمی راهرو می‌برد و آنجا کورالاین والدینش را درون شیشهٔ آینه می‌بیند که از او تقاضای کمک دارند. کورالاین به پلیس زنگ می‌زند ولی آنها حرفش را باور نمی‌کنند. در نهایت کورالاین به این نتیجه می‌رسد که مادر دیگرش مسبب این اتفاق است و برای همین با شجاعت به همراه گربه به جهان سیاه و سفید پشت آن در می‌رود تا والدینش را نجات دهد. مادر دیگرش از آمدن کورالاین خوشحال می‌شود. گربه به کورالاین توصیه می‌کند آن مادر دیگرش را در یک بازی شکست دهد چون او عاشق بازی است. مادر دیگر، دوباره از کورالاین می‌خواهد که پیشش زندگی کند و چون قبول نمی‌کند به مجازات نافرمانی او را در فضای کوچک پشت یک آینه زندانی می‌کند.
در آنجا، کورالاین با سه بچه شبح مواجه می‌شود که در گذشته‌های دور گول آن زن یا به قول خودشان آن عجوزه را خوردند و روحشان دزدیده شد و برای همیشه در تاریکی‌ها از یاد رفتند. آنها به کورالاین هشدار می‌دهند که هرچه زودتر فرار کند چون عجوزه روح او را هم دزدیده و در میان غم و اندوه رهایش می‌کند. آنها تقاضا می‌کنند که کورالاین روحشان را از آن زن پس بگیرد.
مادر دیگر، کورالاین را از پشت آینه آزاد می‌کند و دوباره با او مهربان می‌شود. کورالاین هم از این فرصت استفاده کرده و از او می‌خواهد که یک بازی بگرد و پیدا کن با هم انجام دهند. اگر کورالاین موفق شود روح آن سه بچه و پدر و مادرش را پیدا کند می‌تواند دوباره به خانهٔ واقعی‌اش برگردد و اگر نتواند، اجازه می‌دهد که آن زن به چشمانش دکمه بدوزد و او را برای همیشه پیش خود نگه دارد. مادر دیگرش قبول می‌کند و سوگند می‌خورد که زیر قولش نزند.
کورالاین با بهره‌گیری از آن سنگ سوراخ و تکیه بر مهارت‌هایش جستجو را برای یافتن روح آن کودکان آغاز می‌کند و در نهایت روح مرمرین آنها را پیدا می‌کند. او می‌فهمد که والدینش در یک حباب شیشه‌ای روی شومینه زندانی شده‌اند ولی می‌داند که اگر سریع این مطلب را به عجوزه بگوید شانس فرارش را از دست می‌دهد، چون مطمئناً آن زن روی قولش نمی‌ایستد، برای همین به دروغ می‌گوید که والدینش در راهروی بین دو جهان هستند. مادر دیگر با پوزخند و تمسخر در را که قبلاً قفل کرده بود باز می‌کند تا به او نشان دهد که چیزی آنجا نیست ولی کورالاین به محض بازشدن در گربه را روی مادر دیگر انداخته و به سرعت فرار می‌کند. مادر دیگر از پشت در را فشار می‌دهد ولی با کمک سه بچه شبح و والدینش، دست عجوزه قطع شده و آنها نجات پیدا می‌کنند. کورالاین روی صندلی به هوش می‌آید و با والدینش مواجه می‌شود که هیچ خاطره‌ای از عجوزه ندارند.
در آن شب، کورالاین در رؤیایی که می‌بیند سه بچه شبح نجات یافته را در یک پیک نیک خانوادگی ملاقات می‌کند. بچه‌ها لباس‌های قدیمی می‌پوشند و به نظر می‌رسد یکی از آنها بال دارد و پرواز می‌کند. آنها به کورالاین هشدار می‌دهند که هنوز وظیفه اش انجام نشده‌است: مادر دیگر تلاش خواهد کرد تا او را به عقب برگرداند و تلاش خواهد کرد تا کلید بازکردن درب بین جهان‌ها را بدست آورد. کورالاین برای نابود کردن کلید به چاه قدیمی جنگل می‌رود. او وانمود می‌کند با عروسک‌هایش به پیک نیک آمده، در حالی که یک پتو که کلید بر رویش قرار دارد دهانهٔ چاه را پوشانده، دست جداشده مادر دیگر تلاش می‌کند کلید را بگیرد، اما روی پتو قدم می‌گذارد و در چاه می‌افتد. کورالاین به خانه برمی گردد و به همسایگان خود سلام می‌کند (که برای اولین بار نامش را درست ادا می‌کنند) و فردا برای مدرسه آماده می‌شود و کورالین به خوبی و خوشی زندگی کرد.

## برگردان
این داستان ابتدای زمستان سال ۱۳۸۶ با ترجمهٔ خانم پریا آریا، توسط نشر مرکز به چاپ رسیده‌است. این داستان اولین کتاب نیل گیمن است که به فارسی منتشر شده‌است.

## اقتباس‌ها

### فیلم
هنری سیلیک با همراهی استودیو لایکا در سال ۲۰۰۹ فیلمی استاپ موشن با اقتباس از این داستان ساخت که عمدهٔ نقدهای آن مثبت بوده‌است. تغییر فیلم نسبت به داستان افزوده شدن پسری همسن کورالاین با نام وایبورن لوت است که البته شخصیت پدرپدربزرگش در داستان معرفی شده‌است.